# Klaus Weise
Klaus Weise est un chef d'orchestre allemand né le 30 janvier 1936 à Kolpin (Poméranie) et mort le 8 septembre 2022 à Villeneuve-Loubet (France).

## Biographie
Klaus Weise naît le 30 janvier 1936 à Kolpin en Poméranie,.
Il étudie à Leipzig, Dresde et Berlin et commence sa carrière de chef d'orchestre à Trèves et à Wuppertal, avant d'être premier chef à l'Opéra d'Essen, où il est aussi professeur de direction d'orchestre à la Folkwang Musikschule,.
Entre 1978 et 1981, Klaus Weise est directeur général de la musique à l'Opéra de Fribourg-en-Brisgau. Il occupe ensuite le même poste à Kiel, de 1981 à 1985, puis est directeur musical de l'Orchestre philharmonique de Dortmund entre 1985 et 1990,.
En 1990-1991, il prend la direction musicale de l'Opéra et de l'Orchestre philharmonique de Nice, poste qu'il occupe jusqu'en 1997,.
Klaus Weise est ensuite chef permanent de l'Orchestre symphonique royal de Séville (en) entre 1996 et 2000, puis directeur général de la musique à Halle jusqu'en 2007 et directeur musical du Bilkent Symphony Orchestra d'Ankara entre 2008 et 2011.
À la baguette, il est le créateur d'œuvres de Elena Firsova (Stanzas, 1987) et René Koering (Le Chant du voyageur au-dessus de la nuit, 1997), notamment.
Au disque, il a enregistré avec l'Orchestre philharmonique de Nice les concertos pour piano de Mozart, avec Homero Francesch en soliste.
Klaus Weise meurt le 8 septembre 2022 à l'âge de 86 ans à Villeneuve-Loubet (Alpes-Maritimes), près de Cagnes-sur-Mer, où il résidait,,.